# El Manantial
El Manantial est la capitale de la paroisse civile d'Agua Clara de la municipalité de Democracia de l'État de Falcón au Venezuela.